# Белад
Белад (фр. Belhade) насеље је и општина у југозападној Француској у региону Аквитанија, у департману Ланд која припада префектури Мон де Марсан.
По подацима из 2011. године у општини је живело 196 становника, а густина насељености је износила 6,87 становника/km². Општина се простире на површини од 28,55 km². Налази се на средњој надморској висини од 57 метара (максималној 65 m, а минималној 32 m).

## Демографија
| 1962. | 1968. | 1975. | 1982. | 1990. | 1999. | 2011. |
| ----- | ----- | ----- | ----- | ----- | ----- | ----- |
| 122   | 134   | 126   | 112   | 101   | 132   | 196   |

График промене броја становника у току последњих година